# Чекан (топор)

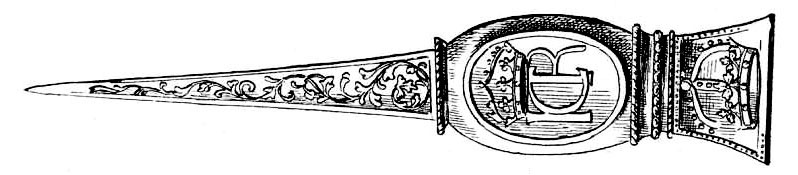

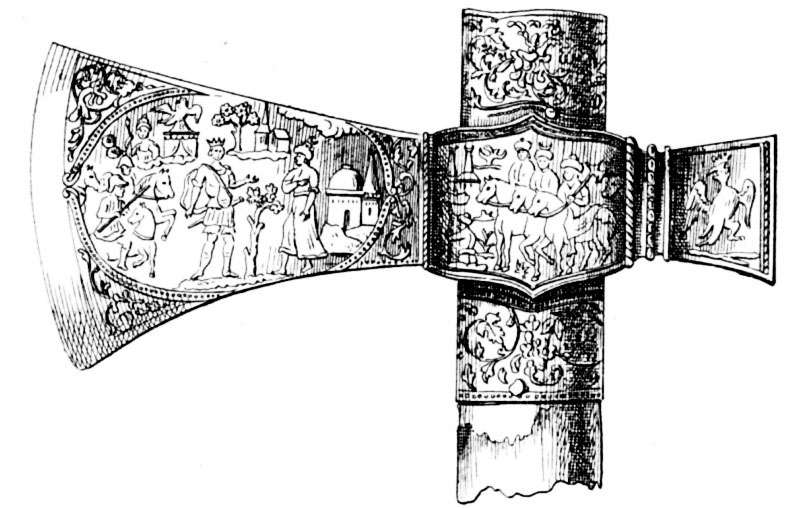
Польский чекан

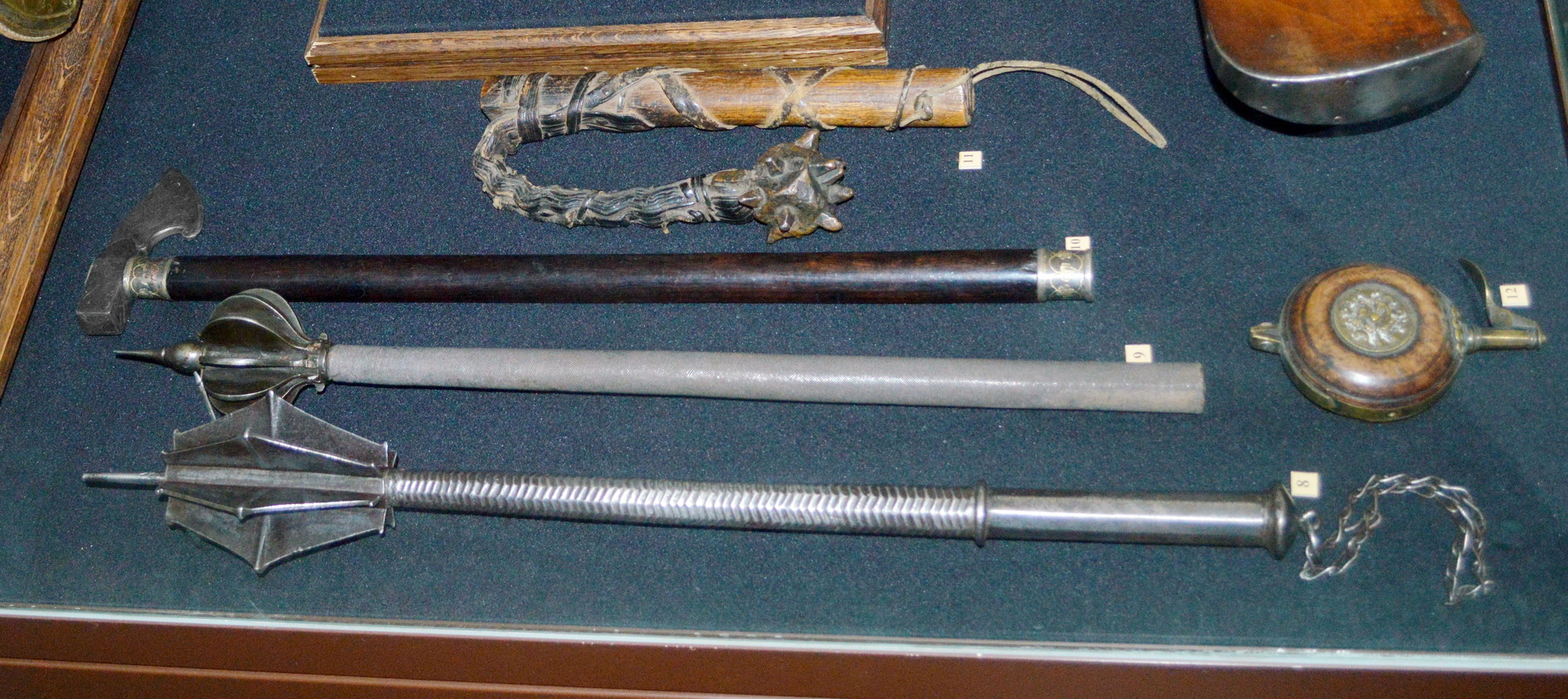
Русский чекан типа балты (третий снизу)

Чекан — небольшой боевой топор с молоточком на обухе (как и в Польше), знак сана, топорик с молоточком на аршинной рукояти.
Именно молоточек обуха, а не лезвие лопасти (бойка, полотна) топорика определяет его название. Археолог и оружиевед А. Н. Кирпичников так описывает чекан: «К специально боевым относятся прежде всего чеканы — топоры, тыльная часть обуха которых снабжена молоточком». Это оружие, которое относится, как боевым топорам, так и к боевым молотам (млатам (устар.)),  часто являясь не столько оружием, сколько знаком военачалия. На Руси такие топорики также назывались топорок или топорец — за величину и использование гражданским населением. Среди славянских народов применялось также восточное название балта или белта. Чекан — то же, что и клевец .

## История
Подобные топорики (сагарисы) имелись на вооружении скифов ещё в VI веке до н. э., а позднее использовались сармато-аланскими племенами, а также праболгарами и хазарами в Причерноморье. В VIII—IX веках они получают распространение на западе, вплоть до современных Венгрии, Чехии и Румынии. От кочевников попали они и на Русь, где достигли значительного распространения (около 17 % всех топоров до XIII века), откуда проникли в Центральную и Северную Европу, вплоть до Испании. Они использовались также в Волжской Болгарии.
Эти топорики нередко были статусными вещами (знаками различия начальников и церемониальным оружием), поэтому отличались качеством изготовления и отделки. Наиболее известен топорик, который приписывался Андрею Боголюбскому, поскольку на нём изображена буква «А», однако датируется первой половиной XI века. Он украшен чернью, серебром и золотом.

## Разновидности
Формы полотна топорика:
- Подтреугольной формы с лезвием, направленным прямо вперёд;
- Узкое и слегка изогнутое вниз;
- С лезвием так сильно повёрнутым книзу, что выступающий верхний угол полотна напоминает клюв клевца, как часто у турецких и других восточных топоров балта (это же относится и к следующим типам)[8].
- Полукруглое, когда вместо выступающего угла предыдущего типа имеется закругление.
- Серповидное, то есть вогнутостью вперёд.

Молоток — в виде штыря, круглого или квадратного сечения. Изредка вместо молотка на обухе имеется клевец или меньший топорик. Топорики отличались небольшими размерами и имели исключительно боевое назначение. В среднем, общая длина составляла 12,5 — 19 см, (без молоточка — 8 — 15 см), ширина лезвия три — 6 см, диаметр втулки 1,8 — 2,7 см, вес 200 — 340 грамм.
Похожие на средневековые чеканы топоры известны и позже. Это так называемые американские чеканы — топоры, снабжённые шипами или крюками на обухах, современные топоры-молотки и пожарные топоры, с киркой или багром.

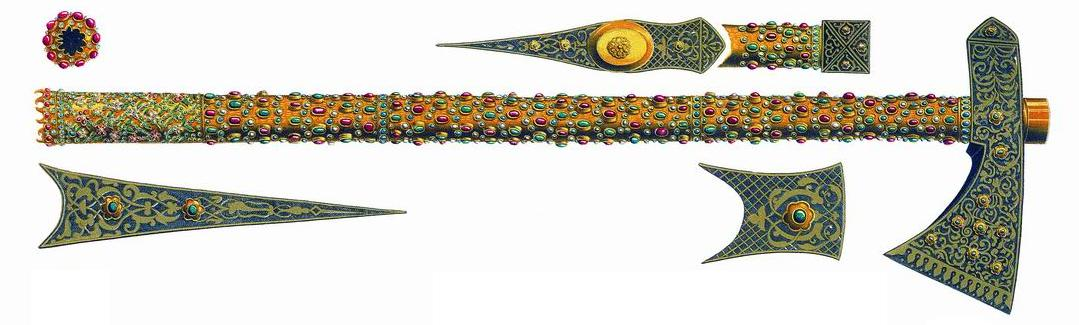
Топор, Ф. Г. Солнцев, «Древности Российского государства».
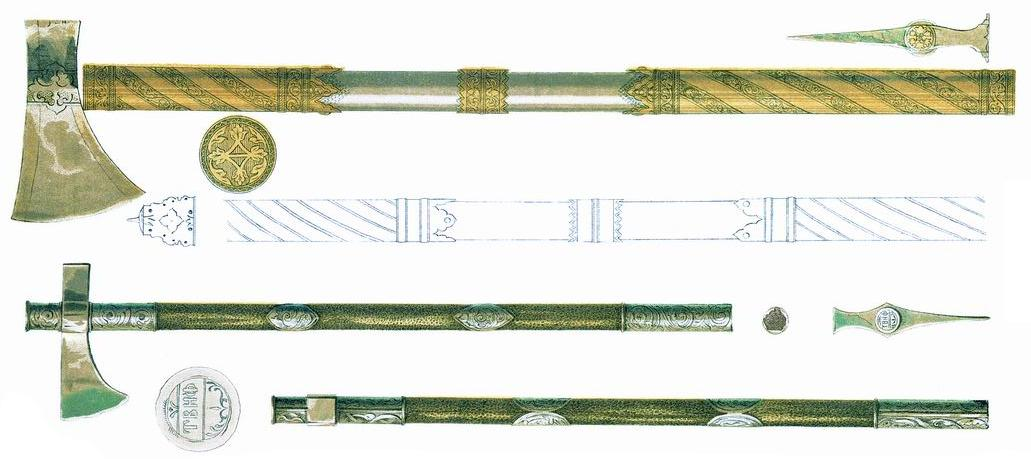
Топор, Ф. Г. Солнцев, «Древности Российского государства».
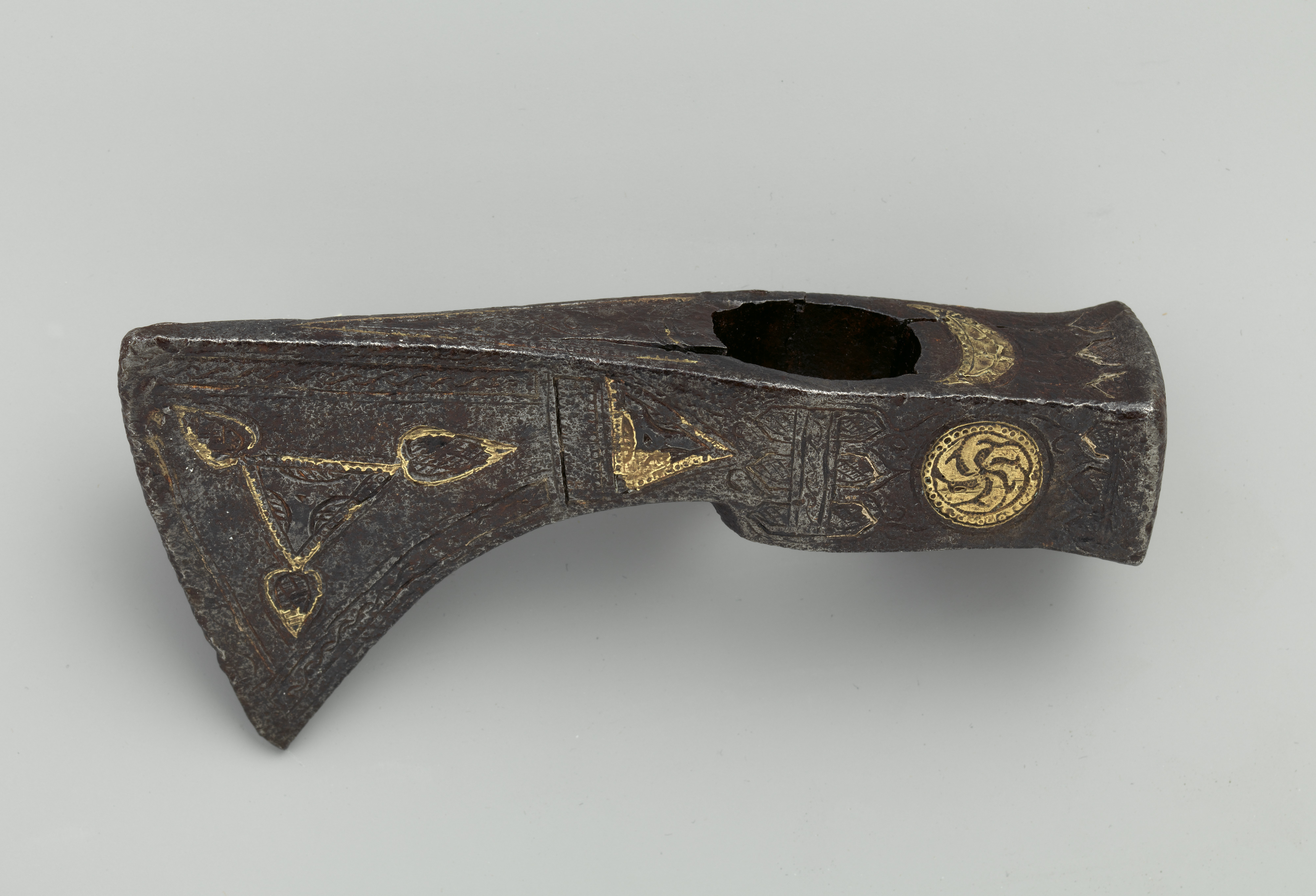
Топор, возможно татаро-черкесское, Крымское ханство, возможно XVI — XVII столетие, Метрополитен-музей.